# دودو فيغويردو
دودو فيغويردو (Dudu Figueiredo) لاعب كرة قدم برازيلي من مواليد 12 مايو 1989 . يجيد اللعب في مركز صانع الألعاب.
لعب سابقاً لصالح نادي أحد ونادي الطائي ونادي دبا الفجيرة ونادي العروبة السعودي ونادي الكوكب.

## روابط خارجية
- دودو فيغويردو على موقع قاعدة بيانات كرة القدم.إي يو (الإنجليزية)
- دودو فيغويردو على موقع Soccerway.com (الإنجليزية)
- دودو فيغويردو على موقع عالم كرة القدم.نت (الإنجليزية)